# Combreux

Combreux este o comună în departamentul Loiret din centrul Franței. În anul 2009 avea o populație de 244 de locuitori.